# Manfred Steinbach

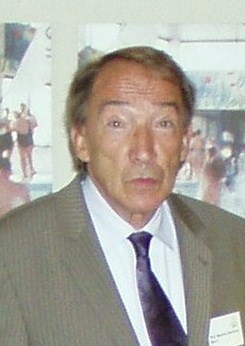
Manfred Steinbach w 2007

Manfred Steinbach (ur. 18 sierpnia 1933 w Szprotawie) – niemiecki lekkoatleta (sprinter i skoczek w dal), były rekordzista świata, później profesor medycyny sportowej.
Po zakończeniu II wojny światowej przebywał z rodziną w Niemieckiej Republice Demokratycznej. W 1952 rozpoczął studia medyczne w Halle. W 1953 jego rodzice uciekli do RFN, lecz Steinbach pozostał w NRD.
14 października 1956 biegł na drugiej zmianie niemieckiej sztafety 4 × 100 metrów (w składzie: Lothar Knörzer, Steinbach, Leonhard Pohl i Manfred Germar), która ustanowiła wynikiem 40,0 rekord kraju i wyrównała rekord Europy w tej konkurencji. Startował w biegu na 100 metrów na igrzyskach olimpijskich w 1956 w Melbourne we wspólnej reprezentacji olimpijskiej Niemiec, ale odpadł w eliminacjach.
20 kwietnia 1958 uciekł z NRD przez Berlin Zachodni do RFN. 29 sierpnia tego roku w Kolonii sztafeta 4 × 100 metrów RFN w składzie: Steinbach, Martin Lauer, Heinz Fütterer i Manfred Germar wyrównała należący do USA rekord świata i poprawiła rekord Europy czasem 39,5 s.
24 lipca 1960 w Berlinie Steinbach uzyskał w skoku w dal odległość 8,14 m, o 1 centymetr większą od rekordu świata należącego go Jessego Owensa. Wynik ten nie został jednak uznany za rekord z powodu braku pomiaru siły wiatru. Na igrzyskach olimpijskich w 1960 w Rzymie Steinbach zajął 4. miejsce w skoku w dal z wynikiem 8,00 m, który był również rekordem RFN.
Oprócz wymienionych wyżej rekordów Steinbach był również rekordzistą NRD w biegu na 100 metrów (10,4 s w 1956), biegu na 200 metrów (dwukrotnie 21,2 s w 1956) i w sztafecie 4 × 100 metrów (do wyniku 41,0 w 1957).
Był mistrzem NRD w biegach na 100 metrów i na 200 metrów w 1956, mistrzem NRD w 1956 i brązowym medalistą w 1957 w sztafecie 4 × 100 metrów, a także mistrzem RFN w skoku w dal w latach 1960–1962. Był również halowym wicemistrzem RFN w skoku w dal w 1959 i brązowym medalistą w 1960 oraz brązowym medalistą w biegu na 60 metrów w 1959.
Zakończył karierę lekkoatletyczną w 1967.
Ukończył studia medyczne w 1959 w Getyndze. Habilitował się w 1961 w Moguncji. W latach 1965–1970 kierował Instytutem Medycyny Sportowej. Od 1970 do 1977 był dyrektorem w ministerstwie spraw socjalnych Hesji, a w latach 1977–1993 był dyrektorem w Ministerstwie Zdrowia RFN. Od 1999 do 2008 był przewodniczącym niemieckiego związku uzdrowisk. Jest emerytowanym profesorem medycyny sportowej na Technische Universität Darmstadt.